# Борис Пеш
Борис Пеш (справжнє прізвище Пашковський) — це керівник місії «Алсос» при владі США, яка під час Другої світової війни займалась переважно розвідкою та полюванням на провідних німецьких фізиків-ядерників. Що стосується біографії то сам Борис народився у 1900 році у Сан-Франциско. З огляду на те, що батьки мали російське коріння, у 1913-му році вони повернулись в Москву. Батько був православним єпископом, мама достеменно невідомо. Коли Борису виповнилося 14 років, він пішов в артилерійську бригаду, воювати на полях Першої світової війни. Під час громадянської війни в Росії воював на боці «білих». Зневажав комуністів за безбожність, з огляду на релігійність сім'ї. Так у 18 років став ветераном двох війн. У 1920 році одружився. У тому ж році втік до США, де почав працювати шкільним тренером з фізкультури. У 1930 році вступив до резерву армії США як розвідник. З 1939 по 1945 займався розвідницькою діяльністю пов'язаною з полюванням на провідних німецьких фізиків з Уранового клубу. Після закінчення війни став працювати у ЦРУ. Помер Борис Пеш у травні 1995 року. Відзначався зухвалістю, впертістю і ненавистю до комуністів і всього, що хоча б трішки було причетно до Радянського Союзу.